# Wojwoż
Wojwoż – osiedle typu miejskiego w Rosji, w Republice Komi. W 2010 roku liczyło 3387 mieszkańców.